# Vahidli
Vahidli är en ort i Azerbajdzjan.   Den ligger i distriktet Tovuz Rayonu, i den västra delen av landet, 400 km väster om huvudstaden Baku. Vahidli ligger 505 meter över havet och antalet invånare är 1 074.
Terrängen runt Vahidli är huvudsakligen kuperad, men åt nordost är den platt. Runt Vahidli är det ganska tätbefolkat, med 78 invånare per kvadratkilometer.. Närmaste större samhälle är Qovlar, 12,2 km öster om Vahidli.
Trakten runt Vahidli består till största delen av jordbruksmark.